# Dorfkirche Mochow

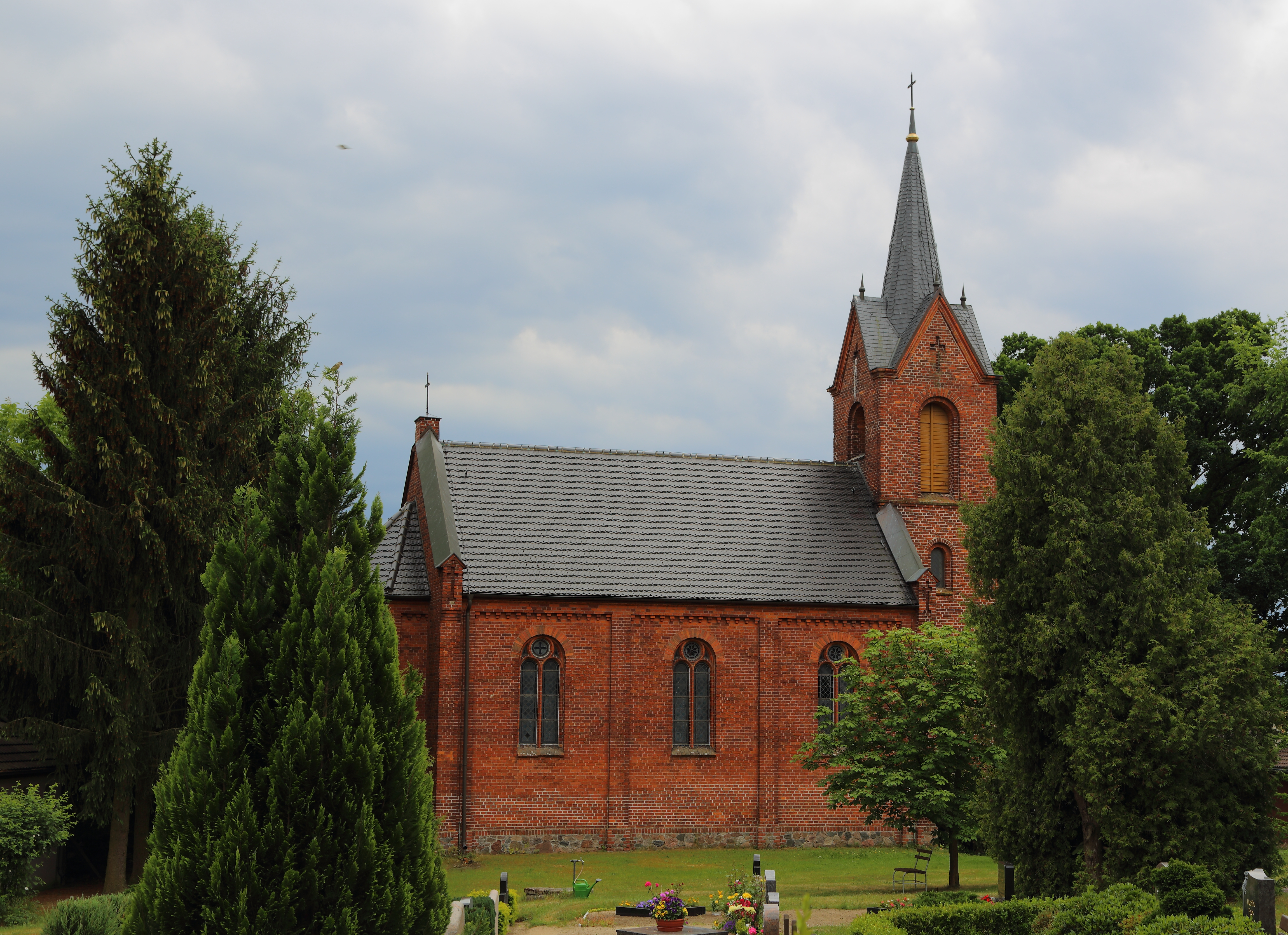
Dorfkirche Mochow

Die evangelische Dorfkirche Mochow ist eine neoromanische Saalkirche in Mochow, einem Ortsteil der Gemeinde Schwielochsee im
Landkreis Dahme-Spreewald im Land Brandenburg. Die Kirchengemeinde gehört zum Kirchenkreis Niederlausitz der Evangelischen Kirche Berlin-Brandenburg-schlesische Oberlausitz.

## Lage
Die Mochower Dorfstraße führt als zentrale Verbindungsachse von südlicher Richtung in den historischen Ortskern. Von dort verläuft sie weiter in nördlicher Richtung. Die Kirche steht östlich dieser Straße auf einem erhöhten Grundstück, das mit einer Mauer aus rötlichen Mauersteinen eingefriedet ist.

## Geschichte
Die Gemeinde gibt auf einer Informationstafel an, dass es bereits im Jahr 1346 eine Pfarrkirche im Ort gegeben haben muss. Zur Kirchenausstattung soll ein Bild eines Heiligen gehört haben, was dazu führte, dass sich Mochow zum Wallfahrtsort entwickelte. Zahlreiche Pilger führten zu einem bescheidenen Wohlstand im Ort, der erst durch den Dreißigjährigen Krieg beendet wurde. Über das weitere Schicksal des Sakralbaus ist nicht viel bekannt. Der Pfarrer Christoph Hanke berichtete der Lausitzer Rundschau anlässlich der 125-Jahr-Feier, dass seinerzeit nur eine Pietà aus dem 15. Jahrhundert sowie eine rund 60 kg schwere Glocke erhalten blieb.
Erst Ende des 19. Jahrhunderts waren offenbar die finanziellen Mittel für einen Neubau vorhanden. Die Grundsteinlegung fand am 17. Juli 1879 statt. Nach einjähriger Bauzeit konnte die Kirche am 22. September 1880 eingeweiht werden. Das Kirchenpatronat lag zu dieser Zeit beim Grafen Heinrich von Houwald, der den Bau weitgehend finanzierte. Hinzu kamen weitere Geldspenden in Höhe von 5116,81 Mark. 1996 sanierte die Dorfgemeinschaft die Turmspitze.

## Baubeschreibung

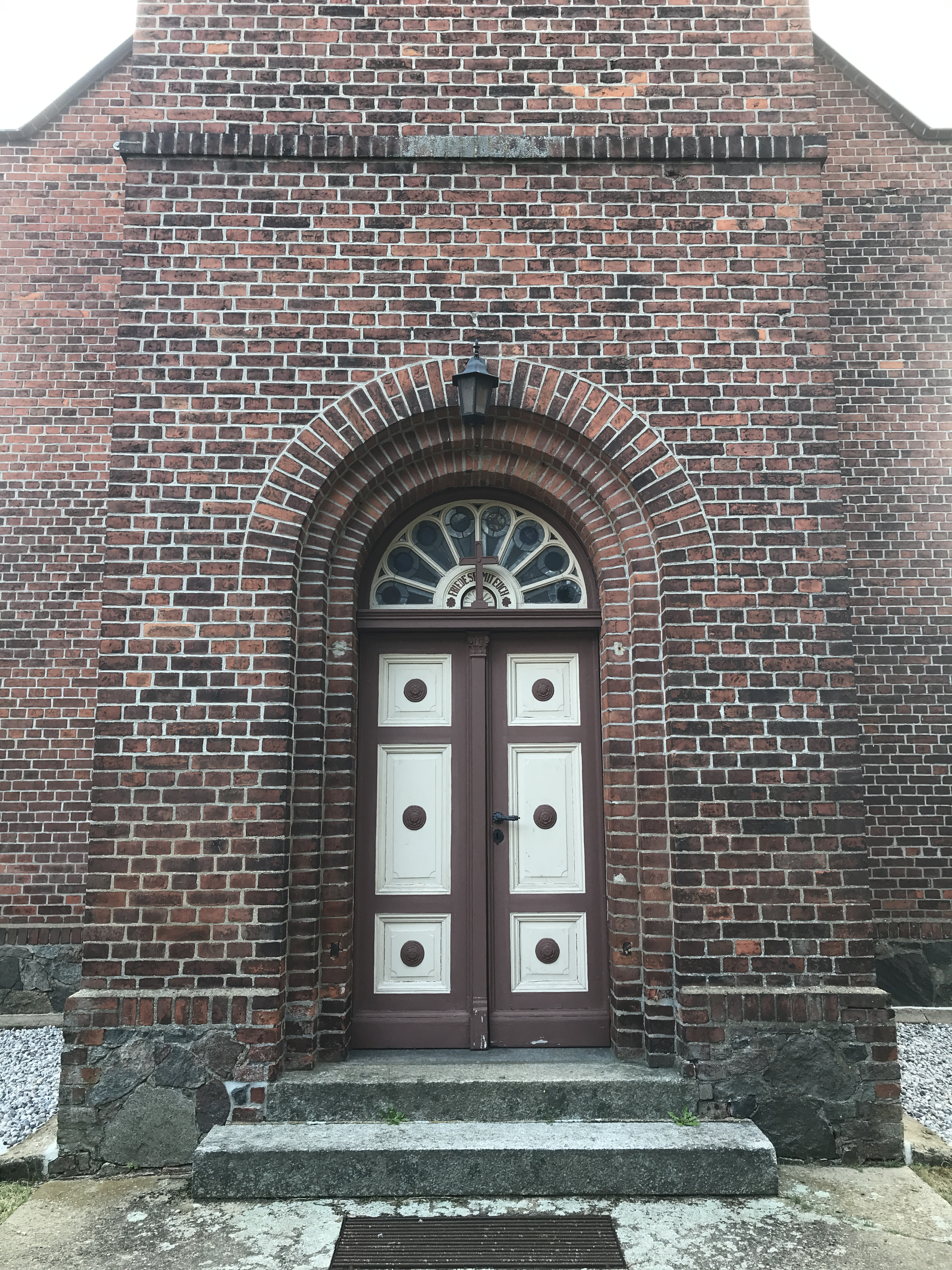
Westportal

Das Bauwerk wurde im Wesentlichen aus rötlichem Mauerstein auf einem umlaufenden Sockel aus unbehauenem und nicht lagig geschichtetem Feldstein errichtet. Der Chor ist eingezogen und hat einen Fünfachtelschluss. Die Felder sind mit breiten Lisenen gegliedert; am oberen Feldrand ist ein nach unten geöffneter Fries. In jedem Feld ist ein großes und dreiteiliges Rundbogenfenster. An der südöstlichen Ecke des Chors ist ein kleiner Anbau mit einer rundbogenförmigen Pforte.
Daran schließt sich nach Westen das Kirchenschiff an. Es hat einen rechteckigen Grundriss; seine Ostwand ist geschlossen. Die Nord- und Südseite des Langhauses sind streng gegliedert. Vier Lisenen bilden drei große Felder, in denen je ein großes und ebenfalls dreiteiliges Rundbogenfenster sitzt. Am Übergang zum Dachfirst ist ebenfalls ein umlaufender Fries. Das Schiff trägt ein schlichtes Satteldach.
Im Westen steht der quadratische und stark eingezogene Westturm. Der Zugang erfolgt über eine zweistufige Treppe, die auf ein großes, rundbogenförmiges und dreifach profiliertes Portal zuführt. An der Nord- und Südseite ist ein kleines Rundbogenfenster. Das darüberliegende Geschoss ist durch ein Gesims getrennt. In den drei zugänglichen Seiten ist je ein weiteres Rundbogenfenster. Oberhalb eines weiteren Gesimses ist je eine große und ebenfalls rundbogenförmige Klangarkade. Sie geht in den mit einem Kreuz geschmückten Giebel über, der wiederum in ein quergestelltes Satteldach übergeht. Darüber erhebt sich ein Turmhelm, der mit Turmkugel und Kreuz abschließt.

## Ausstattung
Die Kirchenausstattung stammt einheitlich aus der Bauzeit. Die Pietà befindet sich mittlerweile in der Dorfkirche Straupitz, während die Glocke nach einer Sanierung Anfang des 21. Jahrhunderts wieder im Turm hängt.
Südwestlich des Bauwerks steht ein Findling mit einer Gedenkplatte, der an die Gefallenen aus dem Ersten und Zweiten Weltkrieg erinnert.